# Serbaguna
Serbaguna is een bestuurslaag in het regentschap Ogan Komering Ulu van de provincie Zuid-Sumatra, Indonesië. Serbaguna telt 474 inwoners (volkstelling 2010).